# Rick Littlewood
Garrick Lenin „Rick” Littlewood (ur. 7 grudnia 1940 w Gisborne, zm. 25 lipca 2018 w Auckland) – nowozelandzki judoka. Olimpijczyk z Monachium 1972, gdzie zajął jedenaste miejsce wadze średniej.
Zdobył trzy medale na mistrzostwach Oceanii w latach 1973-1975.

## Letnie Igrzyska Olimpijskie 1972
| Konkurencja | Eliminacje            | Eliminacje           | Eliminacje             | Klas. końcowa |
| Konkurencja | Przeciwnik I          | Przeciwnik II        | Przeciwnik III         | Miejsce       |
| ----------- | --------------------- | -------------------- | ---------------------- | ------------- |
| -80 kg      | Adam Adamczyk (POL) Z | Alex Bijkerk (AUS) Z | Shinobu Sekine (JPN) P | 11.           |